# Megaplectes monticola
Megaplectes monticola är en stekelart som först beskrevs av Johann Ludwig Christian Gravenhorst 1829.  Megaplectes monticola ingår i släktet Megaplectes och familjen brokparasitsteklar. Arten är reproducerande i Sverige.

## Underarter
Arten delas in i följande underarter:
- M. m. blakei
- M. m. dentatus